# DeNA
DeNA株式會社（Kabushikigaisha Dī-Enu-Ē）是一家日本網路公司，創立之初以電子商務起家，現在營運範圍涵蓋社交媒體、電子商務、娛樂。現總部位於東京澀谷。
2011年12月2日，東京放送控股賣出日本職棒橫濱海灣之星過半股權給DeNA，橫濱海灣之星改為橫濱DeNA海灣之星。
2015年3月17日，DeNA與任天堂合作，並交換股權。截至2022年3月31日，DeNA獲得任天堂1.50%股權，而任天堂則取得DeNA12.72%股權、成為第三大股東。
2022年11月8日，任天堂宣布与DeNA成立合资公司“任天堂系统”（Nintendo System），旨在加强任天堂数字化业务的研发运营工作。公司於2023年4月3日正式設立，由任天堂出資80%、DeNA出資20%，資本額50億日圓，並由佐佐木哲也擔任代表董事社長。

## 外部連結
- 官方网站
- DeNA的Facebook專頁